# Widnoje
Widnoje (ros. Видное) – miasto w Rosji, w obwodzie moskiewskim, 3 km na południe od Moskwy. W 2021 liczyło 78 635 mieszkańców. W mieście działa sieć trolejbusowa.

## Miasta partnerskie
- Glifada, Grecja
- Kant, Kirgistan
- Losser, Holandia
- Nuwara Eliya, Sri Lanka
- Shaoshan, Chińska Republika Ludowa
- Tuusula, Finlandia